# Cladiella pulchra
Cladiella pulchra is een zachte koraalsoort uit de familie Alcyoniidae. De koraalsoort komt uit het geslacht Cladiella. Cladiella pulchra werd in 1944 voor het eerst wetenschappelijk beschreven door Tixier-Durivault. 